# Robert Stigwood
Robert Stigwood (Adelaide, 1934. április 16. – 2016. január 4.) ausztrál zenei menedzser, filmproducer.
1955-ben költözött Angliába. 1961-ben Joe Meeknek dolgozott és ő fedezte fel John Leyton színészt, mint énekes. 1967-ben együttműködött Brian Epsteinnel a Beatles menedzserével. Ezt követően hamarosan létre hozta saját cégét az RSO-t (Robert Stigwood Organisation). A Blind Faith, a Cream együttes, majd a Bee Gees menedzsere volt. Számos musical és zenés film producere volt. Többek között nevéhez fűződik a Jézus Krisztus szupersztár, a Tommy, a Szombat esti láz (film), a Grease vagy az Életben maradni című film.

## Főbb munkái
- Musical
  - Evita (Tony-díjas (1980), legjobb musical az Egyesült Államokban)
  - Hair
  - Oh! Calcutta!
  - Pippin
  - Jézus Krisztus szupersztár
- Film
  - Grease
  - Jézus Krisztus szupersztár (mint társproducer)
  - Tommy
  - Bugsy Malone (executive producer)
  - Szombat esti láz
  - Moment by Moment
  - Sgt. Pepper's Lonely Hearts Club Band
  - Times Square
  - The Fan
  - Gallipoli
  - Életben maradni
  - Grease 2.
  - Evita
  - Fame (mint soundtrack producer)
  - Csillagok háborúja V: A Birodalom visszavág (mind soundtrack producer)
- Egyéb
  - Music for UNICEF Concert (mint szervező és and executive producer)